# Варта
Вижте пояснителната страница за други значения на Варта.
Варта (на полски: Warta; на немски: Warthe, Варте, на латински: Varta) е река в Централна и Западна Полша (войводства Силезко, Лодзко, Великополско и Любушко), десен приток на Одра. Дължина 808 km, площ на водосборния басейн 54 529 km².

## Географска характеристика
Река Варта води началото си на 378 m н.в., от централната част на Малополското възвишение, в чертите на град Кромолов (източната част на Силезко войводство). Пресича в северно направление Краконско-Ченстоховското възвишение и югозападно от град Лодз излиза във Великополско-Куявската низина, като в началото тече на север в тясна долина, а при град Коло завива на запад и тече по дъното на древна ледникова долина. Влива се отдясно в река Одра, на 8 m н.в., при град Костшин над Одра, Любушко войводство.
Водосборният басейн на Варта обхваща площ от 54 529 km², което представлява 45,87% от водосборния басейн на Одра. Речната ѝ мрежа е двустранно развита. На североизток, изток и юг водосборният басейн на Варта граничи с водосборния басейн на река Висла (от басейна на Балтийско море), на югозапад – с водосборните басейни на реките Мала Панев, Видава, Барич, Плишка, Мисля и Ина (десни притоци на Одра), а на север – с водосборните басейни на Рега, Молстова, Парсента, Вепша и други по-малки реки, вливащи се директно в Балтийско море.
Основни притоци:
- леви – Лисварта (93 km, 1558 km²), Просна (227 km, 4917 km²), Лутиня (60 km), Обра (164 km, 4022 km²), Постомя (67 km, 425 km²);
- десни – Видавка (96 km, 2385 km²), Нер (134 km, 1866 km²), Струга (52 km), Маскава (56 km, 621 km²), Велна (118 km, 2621 km²), Нотеч (391 km, 17 302 km²).[1]

Варта има смесено снежно-дъждовно подхранване с ясно изразено пролетно пълноводие (март и април) от снеготопенето и обилните валежи през периода. Характерно явление през лятото са епизодичните бурни прииждания в резултат от поройни дъждове във водосборния ѝ басейн. Среден годишен отток в устието 195 m³/s.

## Стопанско значение, селища
Водите на реката се използват предимно за битово и промишлено водоснабдяване. На протежение от 350 km (до устието на река Просна) коритото ѝ е канализирано и шлюзовано и е плавателна за плиткогазещи речни съдове, а по-надолу (до град Познан) – за по-големи речни съдове. Чрез десния си приток Нотец и изградения Бидгощки плавателен канал се свързва с река Висла, Долината и е гъсто заселена, като най-големите селища са градовете: Заверче (Zawiercie), Ченстохова (Częstochowa), Шерадз (Sieradz), Коло (Koło), Конин (Konin), Шрем (Śrem), Любон (Luboń), Познан (Poznań), Мендзиход (Międzychód), Сквежина (Skwierzyna), Гожов Великополски (Gorzów Wielkopolski), Костшин над Одра (Kostrzyn nad Odrą).